# Division II i fotboll 1982
Division II i fotboll 1982 var 1982 års säsong av Division II som bestod av 2 serier med 12 lag i varje serie. Det var då Sveriges näst högsta division. Varje serievinnare och serietvåa kvalade för att ta klivet upp till Allsvenskan och de två sämsta lagen kvalade för att stanna kvar. Det gavs 2 poäng för vinst, 1 poäng för oavgjort och 0 poäng för förlust.

## Norra
| Nr | Lag                | S  | V  | O  | F  | GM | IM | MS  | P  |
| -- | ------------------ | -- | -- | -- | -- | -- | -- | --- | -- |
| 1  | Djurgårdens IF (N) | 22 | 13 | 4  | 5  | 50 | 23 | +27 | 30 |
| 2  | Gefle IF           | 22 | 12 | 6  | 4  | 37 | 24 | +13 | 30 |
| 3  | Sandvikens IF      | 22 | 12 | 5  | 5  | 35 | 17 | +18 | 29 |
| 4  | IFK Sundsvall (N)  | 22 | 9  | 6  | 7  | 42 | 39 | +3  | 24 |
| 5  | Vasalunds IF       | 22 | 8  | 7  | 7  | 37 | 40 | −3  | 23 |
| 6  | Örebro SK          | 22 | 8  | 6  | 8  | 37 | 36 | +1  | 22 |
| 7  | Västerås SK        | 22 | 8  | 6  | 8  | 29 | 32 | −3  | 22 |
| 8  | IFK Eskilstuna     | 22 | 8  | 5  | 9  | 35 | 41 | −6  | 21 |
| 9  | IFK Västerås       | 22 | 5  | 9  | 8  | 19 | 32 | −13 | 19 |
| 10 | Ope IF             | 22 | 7  | 4  | 11 | 34 | 33 | +1  | 18 |
| 11 | Karlstads BK       | 22 | 4  | 10 | 8  | 33 | 40 | −7  | 18 |
| 12 | Flens IF           | 22 | 2  | 4  | 16 | 28 | 59 | −31 | 8  |

## Södra
| Nr | Lag                | S  | V  | O | F  | GM | IM | MS  | P  |
| -- | ------------------ | -- | -- | - | -- | -- | -- | --- | -- |
| 1  | Mjällby AIF        | 22 | 13 | 5 | 4  | 39 | 23 | +16 | 31 |
| 2  | BK Häcken          | 22 | 12 | 6 | 4  | 39 | 23 | +16 | 30 |
| 3  | Västra Frölunda IF | 22 | 10 | 8 | 4  | 35 | 25 | +10 | 28 |
| 4  | Helsingborgs IF    | 22 | 10 | 6 | 6  | 37 | 27 | +10 | 26 |
| 5  | Landskrona BoIS    | 22 | 9  | 6 | 7  | 31 | 31 | 0   | 24 |
| 6  | Trelleborgs FF     | 22 | 9  | 5 | 8  | 41 | 28 | +13 | 23 |
| 7  | IS Halmia          | 22 | 10 | 3 | 9  | 32 | 29 | +3  | 23 |
| 8  | IFK Malmö          | 22 | 7  | 5 | 10 | 23 | 29 | −6  | 19 |
| 9  | Karlskrona AIF     | 22 | 5  | 8 | 9  | 33 | 36 | −3  | 18 |
| 10 | Myresjö IF (U)     | 22 | 4  | 8 | 10 | 32 | 48 | −16 | 16 |
| 11 | IK Oddevold (U)    | 22 | 5  | 5 | 12 | 18 | 37 | −19 | 15 |
| 12 | IK Sleipner        | 22 | 3  | 5 | 14 | 17 | 41 | −24 | 11 |

## Kval

### Uppflyttningskval
BK Häcken, Gefle IF, Mjällby AIF och AIK  till Fotbollsallsvenskan 1983.
| Division II | Allsvenskan    | Resultat |
| ----------- | -------------- | -------- |
| BK Häcken   | IFK Norrköping | 2–0      |
| BK Häcken   | IFK Norrköping | 0–1      |

|           |                | Slutställning |
| --------- | -------------- | ------------- |
| BK Häcken | IFK Norrköping | 2–1           |

| Division II | Allsvenskan | Resultat |
| ----------- | ----------- | -------- |
| Gefle IF    | Kalmar FF   | 2–0      |
| Gefle IF    | Kalmar FF   | 2–1      |

|          |           | Slutställning |
| -------- | --------- | ------------- |
| Gefle IF | Kalmar FF | 4–1           |

| Division II    | Allsvenskan | Resultat |
| -------------- | ----------- | -------- |
| Djurgårdens IF | AIK         | 1–2      |
| Djurgårdens IF | AIK         | 2–2      |

|                |     | Slutställning |
| -------------- | --- | ------------- |
| Djurgårdens IF | AIK | 3–4           |

| Division II | Allsvenskan    | Resultat |
| ----------- | -------------- | -------- |
| Mjällby AIF | Åtvidabergs FF | 1–0      |
| Mjällby AIF | Åtvidabergs FF | 1–1      |

|             |                | Slutställning |
| ----------- | -------------- | ------------- |
| Mjällby AIF | Åtvidabergs FF | 2–1           |

### Nerflyttningskval
IF Brommapojkarna, Karlslunds IF, Grimsås IF och Kalmar AIK  till Division II i fotboll 1983.
Omgång 1
| Division III | Division III  | Resultat |
| ------------ | ------------- | -------- |
| Lunds BK     | Derby/Saab FF | 0–3      |
| Lunds BK     | Derby/Saab FF | 2–1      |

|          |               | Slutställning |
| -------- | ------------- | ------------- |
| Lunds BK | Derby/Saab FF | 2–4           |

| Division III  | Division III | Resultat |
| ------------- | ------------ | -------- |
| IFK Östersund | Kalmar AIK   | 1–2      |
| IFK Östersund | Kalmar AIK   | 0–1      |

|               |            | Slutställning |
| ------------- | ---------- | ------------- |
| IFK Östersund | Kalmar AIK | 1–3           |

| Division II N | Division III      | Resultat |
| ------------- | ----------------- | -------- |
| Karlstads BK  | IF Brommapojkarna | 2–3      |
| Karlstads BK  | IF Brommapojkarna | 1–2      |

|              |                   | Slutställning |
| ------------ | ----------------- | ------------- |
| Karlstads BK | IF Brommapojkarna | 3–5           |

| Division III | Division III  | Resultat |
| ------------ | ------------- | -------- |
| IFK Mora     | Karlslunds IF | 0–2      |
| IFK Mora     | Karlslunds IF | 0–2      |

|          |               | Slutställning |
| -------- | ------------- | ------------- |
| IFK Mora | Karlslunds IF | 0–4           |

| Division III | Division II S | Resultat |
| ------------ | ------------- | -------- |
| IF Heimer    | IK Sleipner   | 0–1      |
| IF Heimer    | IK Sleipner   | 2–0      |

|           |             | Slutställning |
| --------- | ----------- | ------------- |
| IF Heimer | IK Sleipner | 2–1           |

| Division III | Division II N | Resultat |
| ------------ | ------------- | -------- |
| Grimsås IF   | Flens IF      | 1–2      |
| Grimsås IF   | Flens IF      | 2–0      |

|            |          | Slutställning |
| ---------- | -------- | ------------- |
| Grimsås IF | Flens IF | 3–2           |

| Division II S | Division III   | Resultat |
| ------------- | -------------- | -------- |
| IK Oddevold   | Gammelstads IF | 1–1      |
| IK Oddevold   | Gammelstads IF | 0–1      |

|             |                | Slutställning |
| ----------- | -------------- | ------------- |
| IK Oddevold | Gammelstads IF | 1–2           |

| Division III | Division III | Resultat |
| ------------ | ------------ | -------- |
| Järla IF     | Gais         | 0–0      |
| Järla IF     | Gais         | 1–1      |

|          |      | Slutställning                  |
| -------- | ---- | ------------------------------ |
| Järla IF | Gais | 1–1 (Järla vidare på bortamål) |

Omgång 2
| Division III  | Division III | Resultat |
| ------------- | ------------ | -------- |
| Derby/Saab FF | Kalmar AIK   | 1–1      |
| Derby/Saab FF | Kalmar AIK   | 0–6      |

|               |            | Slutställning |
| ------------- | ---------- | ------------- |
| Derby/Saab FF | Kalmar AIK | 1–7           |

| Division III | Division III   | Resultat |
| ------------ | -------------- | -------- |
| Grimsås IF   | Gammelstads IF | 3–0      |
| Grimsås IF   | Gammelstads IF | 1–1      |

|            |                | Slutställning |
| ---------- | -------------- | ------------- |
| Grimsås IF | Gammelstads IF | 4–1           |

| Division III  | Division III | Resultat |
| ------------- | ------------ | -------- |
| Karlslunds IF | IF Heimer    | 1–0      |
| Karlslunds IF | IF Heimer    | 1–0      |

|               |           | Slutställning |
| ------------- | --------- | ------------- |
| Karlslunds IF | IF Heimer | 2–0           |

| Division III      | Division III | Resultat |
| ----------------- | ------------ | -------- |
| IF Brommapojkarna | Järla IF     | 6–0      |
| IF Brommapojkarna | Järla IF     | 2–1      |

|                   |          | Slutställning |
| ----------------- | -------- | ------------- |
| IF Brommapojkarna | Järla IF | 8–1           |